# Cronologia della Val Vestino
Il territorio della Val Vestino ha avuto una frequentazione in epoca preistorica e nel XIX secolo si riteneva che le sue origini derivassero da un insediamento degli Stoni e dei Galli Cenomani. Con le comunità di Armo, Bollone, Cadria, Droane, Magasa, Moerna, Persone e Turano la Valle fu occupata dai Romani e dai Longobardi poi per sei secoli, dal 1100 ca. al 1805, fu dominio dei conti Lodron, signori feudali della Valle del Chiese e sottoposta all'amministrazione della città di Trento alla quale fu legata fino al 1934, anno in cui fu aggregato alla provincia di Brescia.

## Sunto cronologico dei principali avvenimenti successi dal 928 al 1826

### X secolo
Il 15 novembre 928, Nokterio, vescovo di Verona, con testamento cede la giurisdizione e la proprietà della chiesa di santa Maria di Turano, unitamente ad altre trentine di Bondo, Breguzzo e Bolbeno, al Capitolo stesso.

### XII secolo
- 1185 27 agosto. Lo sconfitto Enrico d'Appiano della casa guelfa è costretto a vendere al vescovo dell'arcidiocesi di Trento, Alberto I, tutti i beni che possiede nelle Giudicarie ad eccezione dei feudi di cui ha investito i nobili vassalli e militi Calapino di Lodrone (in Val Vestino), Gumpone di Madruzzo e Bozone di Stenico.
- 1189 4 giugno, domenica. A Storo, nella chiesa di san Floriano, sette famiglie storesi stringono fra loro un patto e giurano solennemente di rispettarne i dettami ivi contenuti per appianare secondo diritto tutte le liti e le controversie che possono insorgere negli anni a venire al riguardo del possesso del castello di Lodrone e delle proprietà che Calapino deteneva nella pieve di Condino ed in quella della Val Vestino.
- 1189 24 agosto. Nel palazzo vescovile di Riva del Garda, il principe vescovo di Trento, Corrado di Beseno, investe del castello e della curia di Lodrone tredici uomini illustri di Storo, rappresentanti di sette famiglie tra le più distinte del vescovado. Essi e i loro discendenti subentrano dunque a Calapino e ai suoi eredi anche nel possesso dei beni siti in Val Vestino.

### XIII secolo
- 1240 27 aprile. Nel palazzo vescovile di Trento, Sodegerio da Tito, podestà imperiale nel vescovado, dopo aver elogiato Bonifacino di Bollone per il comportamento tenuto in momenti difficili, gli concede, con un atto rogato dal notaio Matteo di Piacenza, il permesso di edificare un castello a Turano sul dosso chiamato “Castel”, visto che non può dimorare con sicurezza in quei lontani luoghi di frontiera perché minacciato dai guelfi bresciani, a condizione, però, che in tempo di pace o guerra, sia sempre a disposizione dei soldati del presule trentino ogni qualvolta sarà espressamente richiesto. Sono presenti come testimoni i nobili ghibellini Aldrighetto Castelbarco e Odorico di Beseno.
- 1257 21 aprile. In Riva, Riprando d'Arco rinnova l'investitura al vassallo Silvestro di Lodrone del feudo paterno e riceve il giuramento di fedeltà. Fra i vari testimoni è menzionato tale Bevolchino de Vestino, quale rappresentante della valle infeudata.
- 1296. L'erario vescovile di Trento impone una colletta di 40 soldi e mezzo per ciascun “fuoco” (famiglia) da riscuotersi nelle Giudicarie, Tenno, Arco e Val Vestino.

### XIV secolo
- 1346 14 marzo. Investitura feudale. In Castel Telvana in Valsugana, Margherita Maultasch dei conti del Tirolo e il marito Ludovico V di Baviera, investono Raimondo Lodrone con i feudi in Val Vestino di Bollone, Cadria e Droane.
- 1356 23 luglio. In Castel Romano a Pieve di Bono un certo Bonato di Magasa della Pieve di Val Vestino presenzia come testimone in una sentenza del nobile Pietrozoto, figlio del defunto Albrigino di Lodrone, per una lite sorta fra le comunità di Roncone, Fontanedo, Lardaro e quella di Bondo-Breguzzo per i diritti di passo col bestiame ed altro nei pascoli montani di Magiassone.
- 1361 30 marzo. Spartizione dei possedimenti tra la famiglia Lodron che si divide nei rami di Castel Lodrone e Castel Romano, fra i quali scoppia una ferocissima lotta. In questo documento di divisione di beni tra Albrigino I ed i nipoti Parisino II, Antonio e Pietrozotino è nominata la giurisdizione civile e criminale in Lodrone e Val Vestino.
- 1363 13 settembre. Investitura feudale. A Trento nel Castello del Buonconsiglio, Albrigino, figlio del defunto Pietrozoto di Lodrone, erede per la metà, e Pietrozoto, figlio del defunto Parisino del suddetto Pietrozoto, erede per l'altra metà, dichiarano di avere in feudo da Rodolfo IV d'Asburgo, come i loro progenitori, la Val Vestino e i villaggi di Bollone, Cadria e Droane.
- 1396 16 gennaio. Investitura feudale del duca Leopoldo IV d'Asburgo ai conti di Lodrone dei feudi di Bollone, Cadria e Droane.

### XV secolo
- 1446 11 marzo. Il provveditore veneto di Riva del Garda, Nicola Sanudo, "giudice del maleficio", procede contro il console e alcuni abitanti di Gargnano per aver invaso e occupato arbitrariamente la villa e la montagna di Droane. Tra i danneggiati vi sono nominati Mafezolo da Magasa, Francesco Franzosi e Faustino Roncetti, proprietari di edifici adibiti alla raffinazione della pece.
- 1452. A Roma, i figli di Paride Ottone (1380-1439), soprannominato pure con il termine di “il Barbato”, Giorgio Lodron (1400-1461) e Pietro (+1485), sono premiati per la fedeltà politico-militare dimostrata all'imperatore Federico III con l'ambito diploma di Conti del Sacro Romano Impero Germanico e la facoltà di emettere moneta.
- 1456 23 luglio. In un nuovo processo, istruito sempre davanti al provveditore di Riva del Garda, compaiono come imputati i conti Giorgio e il fratello Pietro Lodron, accusati dai sindaci e procuratori Tignalesi di aver tentato più volte l'occupazione del solito villaggio e montagna di Droane.
- 1469. Stipula di una transazione per il caso di Droane, suggellata in Riva nella cancelleria del Comune. Presenti il provveditore Bernardo Tiepolo, il conte Francesco, figlio del defunto Giorgio Lodron, e i sindaci del Comune di Tignale, viene decretata con pieno diritto l'appartenenza del monte e del villaggio di Droane a quest'ultimo che, a sua volta, s'impegna a pagare 60 ducati ai Conti di Lodrone come indennizzo per i danni patiti dai loro sudditi Valvestinesi abitanti nel suddetto luogo.
- 1482 23 aprile-5 maggio. A Riva, il provveditore Simone Goro, dopo aver riesaminato la vicenda del caso di Droane, conferma a favore del Comune di Tignale la sentenza precedente e il mese successivo, il 5 maggio, nel pubblico arengo di fronte ad una gran moltitudine di persone congregate col suono della campana pronuncia una sentenza criminale contro i seguenti “delinquenti”: “Giovanni Baruffaldi e figli, Giovanni Viani e figli, Pietro del fu Antonio detto Marsadri e fratello, Angelo del fu Bartolomeo Corsetti e fratelli, Giovanni del fu Bartolomeo, abitanti a Turano; Andrea da Magasa e figli, Giovanni del fu Tonello, e Giovanni detto Marchetto, Bartolomeo del fu Zanino e Zanino suo fratello, Giovannino del fu Bertolino e figli, Viano del fu Giovanni” e molti altri di Magasa, Armo, Moerna, Persone e Bollone, circa duecento persone, tutti accusati di aver violentemente occupato Droane, incendiando le biade nei campi, sequestrando animali, robe, denaro e lana, distruggendo tre case, il tutto contrario agli statuti di Riva, a Dio e alla giustizia; sono condannati al pagamento di 3 lire piccole per “turbata possessione”.

### XVI secolo
- 1502 5 luglio. Il notaio Delaido Cadenelli nativo della valle di Scalve redige a Turano sotto il portico adibito a cucina della casa di un tale Giovanni, un atto di composizione tra Armo e Magasa per lo sfruttamento consensuale della confinante valle di Cablone (nel documento Camlone, situata sotto il monte Cortina). Sono presenti i deputati di Armo: Bartolomeo, figlio di Faustino, e Stefenello, figlio di Lorenzo; per Magasa: Antoniolo, figlio di Giovanni Zeni, e Viano, figlio di Giovanni Bertolina. Fungono da giudici d'appello i conti Francesco, Bernardino e Paride, figli del defunto Giorgio Lodron.
- 1508 22 novembre. Nel palazzo del Caffaro, il notaio Andrea De Zulinis di Vestone stipula un contratto per una consistente compravendita di legname tra il Comune di Magasa e i conti condomini Sebastiano (+1527), signore di Castel San Giovanni di Bondone, e Ludovico Lodron (1484-1538), figli del defunto Paride Antonio detto “Parisotto” (1463-1505), per lo sfruttamento ventennale di legne cedue situate nelle contrade Selve e Crona Lunga.
- 1509 5 settembre. Il notaio Girolamo Morani su imbreviature del notaio Giovan Pietro Samuelli di Liano di Gargnano redige un primo accordo per la divisione terriera in Val Vestino, ma in seguito all'intervento di alcune variazioni si preferisce, su invito dei conti Bernardino e Paride Lodron, revisionare completamente il tutto e procedere così ad una nuova spartizione.
- 1511 31 ottobre. Nella canonica della chiesa di San Giovanni Battista di Turano, Bartolomeo, figlio del defunto Stefanino Bertanini di Villavetro di Gargnano, notaio pubblico per autorità imperiale, stipula il documento della più grande divisione terriera mai avvenuta in Val Vestino, oltre un terzo del suo territorio ne è interessato.
- 1513 25 maggio. Il capitano Scipione Ugoni di Brescia, condottiero di una compagnia di fanti rivieraschi di 300 uomini, aiutato dai Gargnanesi, invade la Val Vestino, depreda, attacca le truppe dei Lodron, dà alle fiamme la terra di Magasa e Cadria e ritorna in Riviera portando con sé un copioso bottino di bestiame e generi vari. Nei giorni successivi entrerà in Val Vestino altre due volte.
- 1516 5-6 gennaio. Nella primi giorni di gennaio il provveditore veneto di Salò, Zaccaria Contarini, manda da Gargnano in Valle, il comandante Babone Naldi di Brisighella, con guide e circa 500 fanti: saccheggia, brucia tutta la Valle e “tagliò a pezzi”, fino a Lodrone, 200 soldati tedeschi venutigli incontro minacciosamente; punta su Idro e si acquartiera poi nella Rocca d'Anfo, unendosi con i soldati di ventura di Giano Fregoso e Giovan Corrado Orsini.
- 1516 14 gennaio. Il conte Giovanni Battista Lodron informa per mezzo di una lettera il capitano delle Giudicarie di Stenico, Giovanni de Baynek, di quanto accaduto in Val Vestino avvisandolo, secondo quanto gli era stato riferito da una sua spia infiltrata presso il campo francese, dell'imminente arrivo nel territorio di Lodrone di consistenti truppe mercenarie venete capeggiate dai quattro fratelli Naldi, da un certo Frate da Pavia, da Toso da Bagnacavallo, da Pietro Longhena e da un altro sconosciuto capitano.
- 1516 25 gennaio. Immediata la rappresaglia degli imperiali. “I nemici e quelli della Val de Vestin” calano sul territorio di Gargnano e vi bruciano case e paesi “et poi se ne ritorno indietro”, lo riferisce il provveditore, Zaccaria Contarini, il 25 gennaio, al senato di Venezia, mentre si trovava in ispezione alla linea avanzata di difesa di Anfo: “[…] Mi vene uno altro messo da Salò, fazendomi saper come li nimici erano calati per la Val de Vestin et brusavano Gargnano; de che a stafeta veni a Salò et trovai esser sta certi todeschi, i quali erano venuti per divertir la impresa. Li nostri hanno preso do conti di questi castelli, el nome suo a la Serenità Vostra per altre mie li farò noto (il prigioniero è il conte Ludovico Lodron) …”.
- 1516 16 febbraio. Il curato di Persone, “povero e senza scarpe”, allerta il conte Giovanni Battista Lodron informandolo che, due sere prima, i nemici provenienti da Capovalle (Hano) hanno fatto razzia a Moerna sequestrando capi di bestiame e facendo pure prigionieri quattro Moernesi. Questi, subito rilasciati, sono stati delegati di riferire ai loro rappresentanti comunitari di usare “una certa cortesia” verso i veneziani, predisponendo per il giorno seguente una consistente somma di denaro altrimenti il capitano Babone Naldi, con i suoi due fratelli, Giovanni e Ottaviano, daranno alle fiamme tutta la Valle compreso il Comune di Bondone.
- 1516 novembre. Il capitano veneto Giovanni Naldi razzia nel territorio della Val Vestino 200 capi di bestiame e fa un copioso bottino di vario genere.
- 1520 gennaio. Il senato veneto intima al provveditore e capitano di Salò di desistere dal molestare e vessare con le armi gli abitanti di Droane restituendo loro tutta la gran quantità di oggetti e denari che furono indebitamente sottratti, pagando in più i molti danni ivi causati e rilasciando nei giorni seguenti uno dei servitori dei Lodrone incarcerati. Il capitano di Salò revoca il bando, da lui precedentemente emesso, nel tempo di tregua, concernente l'espulsione dai territori veneti di Valdino Pietro figlio di Andrea Viani, Bartolino di Antonio e Stefano Viani di Bertolina, tutti abitanti di Magasa, a causa della loro morte, per esser stati sorpresi, durante la passata guerra, a condurre via i propri animali dalla Val Vestino
- 1521 agosto. Transitano in Valle contingenti di lanzichenecchi diretti a Mantova.
- 1526 15 novembre. Il condottiero tedesco Georg von Frundsberg transita nella Val Vestino al comando di 14000 famigerati lanzichenecchi diretto alla volta di Roma. Tra le file anche il suo segretario personale Adam Reusner, noto riformatore luterano e Jacob Ziegler.
- 1528 28 febbraio. Si provvede per ordine dei Lodron alla riattazione della mulattiera della Bocca di Valle al fine di consentire il passaggio della truppa imperiale proveniente dalla Germania.
- 1528	31 maggio. Lanzichenecchi del duca Enrico V di Brunswick-Lüneburg transitano in Valle diretti nel ducato di Milano.
- 1531 22 giugno. In una stanza del Palazzo della Muta di Lodrone, nota residenza fortificata dei Conti, Martino Malpaga, figlio del defunto Domenico, notaio di Trento, “Vicario generale” e daziere al servizio della nobile famiglia, in presenza dei conti Nicolò, procuratore del fratello assente Giovanni Battista, di Paride, Alessandro e Ludovico, pure procuratori dell'assente Sigismondo, dei rappresentanti del Comune di Magasa, Valdino, figlio del defunto Pietro Andrei, ed Angelo, figlio del defunto Pietro Stefani; dei testimoni: il maestro artigiano Giovannello, figlio del defunto Giorgio di Darzo, il maestro artigiano sarto Giacomo, figlio del defunto Lazzaro Maffei “a Pale” di Armo, il mugnaio Gat di Lavenone, il signor Angelo Bergognini, figlio del defunto Domenico Francesco, cittadino bresciano, un tempo notaio, vicario e daziere di Lodrone, e Nicolò Frosio, sacerdote pievano della Pieve di Bono, compila l'atto pubblico relativo all'investitura del feudo di Cadria.
- 1570. Il conte Sigismondo Lodron istituisce il seminario detto “il Conventino” di Ponte Caffaro con l'intento di istruire dodici giovani chierici della Val Vestino.
- 1589 30 maggio. Il giovanissimo conte Sebastiano Paride Lodron (+1611), “Signore della Val Vestino”, riconosce ufficialmente i confini riguardo al caso di Droane, che erano stati definiti fra gli uomini e i comuni di Tignale e di Val Vestino con un accordo stipulato due mesi prima, il 12 e il 13 marzo.
- 1589. A Trento, nel palazzo Lodron di via Calepina, i conti Gerolamo, Ludovico, fratelli, e Paride confermano gli statuti comunali di Magasa.
- 1595 5 ottobre. Il conte Sebastiano Paride Lodron, con altri benefattori di Salò, crea la Pia Congregazione della Carità Laicale e trasferisce nel capoluogo della Riviera del Garda, nel palazzo di santa Giustina, il seminario di ponte Caffaro.

### XVII secolo
- 1601. Con la morte della moglie Violante d'Arco, il conte Sebastiano Paride Lodron si fa novizio cappuccino a Trento col nome di fra Gianfrancesco da Salò.
- 1604. Alcuni membri della famiglia Lodron procedono alla spartizione di beni immobili e fondi agricoli posseduti in Armo, Turano, Persone, Bollone, Moerna e Darzo.
- 1604-1609. Il bandito Giovanni Beatrice detto Zanzanù di Gargnano con la sua banda degli "Zanoni", si ripara in Valle. Tra i suoi rifugi montani si ricorda la grotta detta "del Zanzanù" a Droane. Qui, secondo una relazione del provveditore veneto di Salò Lunardo Valier del 15 aprile 1606 ed inviata al Senato di Venezia[4], uccisero, depredarono e incendiarono alcune case.
- 1611 31 agosto e 3 settembre. Nel pieno propagarsi in Valle del contagio della peste, il Cancelliere della Contea di Lodrone e vicario dei Conti certifica ai deputati di sanità di Salò l'ottimo stato di salute del bestiame bovino e ovino custodito nelle malghe Tombea e Alvezza di Magasa, al fine di concedere il permesso ai commercianti veneti Matteo Iorio, Ascanio Bella e Ventura Comboni di importare formaggio, burro e agnelli per la vendita nel Comune di Gargnano.
- 1615 giugno. Il bandito Giovanni Beatrice detto Zanzanù ritornato nella Riviera di Salò nel 1615 proveniente dal Cremonese riprese le sue attività criminali. Il 24 giugno 1615 il provveditore e Capitano di Salò, Marco Barbarigo, informava il Senato che il Zanzanù era riparato in Val Vestino, giurisdizione dei signori conti di Lodrone, e "habbia fatti prigioni due preti di quella valle et messagli grossa taglia conducendoli seco"[5]. Il 27 giugno, nel comune di Capovalle, la banda Beatrice si scontrò con un reparto di capelletti in servizio di gendarmeria, dopo un furioso conflitto a fuoco fu ferito gravemente il luogotenente del governatore Vucocrutt[5].
- 1617 16 settembre. Il conte reggente Gerolamo Lodron “Barbarubra” colonnello imperiale, cavaliere e signore del castello di San Giovanni di Bondone, residente nel palazzo di Concesio “avendo bisogno di uomini per ragioni militari e da adibire alla costruzione di una strada più comoda per accedere al castello di Castellano, proclama la leva in massa degli uomini della Valle” e del Contado, comprese Darzo, Lodrone e Bondone, con l'obbligo di presentarsi a Lodrone nel giorno di lunedì 18 settembre, entro le ore quindici pomeridiane, per l'espletamento delle pratiche dell'arruolamento e procedere al duro addestramento.
- 1631. Il conte Paride Lodron, principe vescovo di Salisburgo, definisce la spinosa questione della successione fra i discendenti, con l'istituzione nel 1631 del maggiorascato di primogenitura e nel 1651 del maggiorascato di secondogenitura al quale sarà delegato anche l'amministrazione dell'antico feudo valvestinese.
- 1683. Il turanese Bartolomeo Corsetti (nacque il 5 giugno del 1597 da Michele e Zuannina), prete benacense, curato a Muslone poi preposito e vicario foraneo della chiesa di San Pietro di Liano nel Comune di Roè Volciano, pubblica a Brescia, in latino, lo scritto “Memorie dell'antica Casa di Lodrone” dedicandola al nobile bresciano monsignor Carlantonio Luzzago, vicario capitolare e generale della diocesi di Brescia.
- 1693. Il conte Carlo Ferdinando Lodron conferma in Villa Lagarina lo statuto comunale della Val Vestino.
- 1699 14 maggio. Il reggente della Contea di Lodrone, il conte Paride (Salisburgo, 1636-Gmünd, 1703), con un energico proclama pubblicato sulla piazza di Turano, richiama i valligiani al rispetto delle leggi vigenti e della sua persona, minacciando i contravventori con una pena di cento scudi e per i più recidivi perfino il bando, la fustigazione o la condanna a remigare sulle galere della Repubblica di Venezia.

### XVIII secolo
- 1704 24 gennaio. Nei pressi di Turano un sospetto caso di omicidio mobilita il vicario[6] del paese nella veste di investigatore; infatti viene rinvenuta morta, apparentemente soffocata per strangolamento, nel suo fienile situato vicino al corso del torrente Toscolano, tale Margherita moglie di Michele Corsetti. Dopo le prime indagini condotte sul luogo del misfatto il vicario di Turano informa dell'accaduto, con uno scritto, direttamente il conte reggente Sebastiano Francesco Giuseppe Lodron (1657-1717), abitante a Trento.
- 1709 9 novembre. Il conte Carlo Ferdinando Lodron fa da paciere nella controversia sorta tra la curazia di Magasa e la rettoria di Turano.
- 1726. Il notaio Francesco Girolamo Cavalleri di Tignale raccoglie le testimonianze di alcuni anziani capifamiglia di Magasa sulle angherie subite dal conte Gerolamo Giuseppe Felice Paride (1694-1732), che esige giuramenti di fedeltà non previsti dalle consuetudini di Valle.
- 1730 28 agosto, lunedì. A Cadria, sul prato antistante l'abitato, di proprietà degli eredi di un certo Pietro Stefani detto “Grigot”, il nobile Carlo Ferdinando Lodron al cospetto di Giovanni Venturini vicario di Magasa e comandante dei soldati della Valle, i consiglieri Giovanni Zeni, Giovanni Mazza, Giovanni Pace e i giurati reggenti Antonio Bertola, l'ex vicario benemerito Angelo Stefani e Pietro Gottardi dirime la questione sorta in merito alla pessima amministrazione del feudo di Cadria.
- 1739 2 luglio. Il conte reggente Ludovico Francesco Saverio (1666-1747), fratello del defunto Carlo Ferdinando Lodron e seniore di Lodrone, emana un proclama alla popolazione della Val Vestino pubblicato sulla piazza di Turano dal notaio Giovanni Pietro Marzadri.
- 1740. La comunità di Magasa pubblica il nuovo regolamento tavernario.
- 1750 ottobre. Il conte Giuseppe Nicolò Lodron assumendo la carica di reggente della giurisdizione lascia la comoda residenza di Innsbruck e affronta un lungo viaggio per visitare, per la prima volta, il feudo valvestinese.
- 1753 22 maggio. A Rovereto, in presenza dei vari delegati delle comunità interessate, viene promulgato l'omonimo Trattato che definisce i confini fra l'Austria e la Repubblica di Venezia. Per la Val Vestino sono presenti il notaio Giovanni Pietro Marzadri, per Magasa Antonio Zeni e per Bollone Salvador Salvatori.
- 1759 24-25 settembre. Il parroco di Magasa, don Ascanio Glissenti di Vestone, viene barbaramente decapitato nella canonica a scopo di rapina dal mugnaio locale al servizio del Comune ed originario dello Repubblica di Venezia.
- 1766 4 maggio. I rappresentanti delle comunità di Valle, riuniti in Turano, dopo innumerevoli cause con il Comune di Darzo si suddividono le spese occorse nella guerra di successione polacca del 1733-1738!
- 1792 3 marzo. In Villa Lagarina, Giovan Battista, notaio pubblico per autorità imperiale, stipula per conto della famiglia Lodron l'atto di rinnovazione della locazione temporale del Dazio ai giurati delle comunità con sede nel paese di Turano.
- 1795 9 maggio. Muore a Turano il reverendo Francesco Marzadri ultimo rappresentante maschio in Valle della prestigiosa casata.
- 1799 febbraio, a seguito dell'invasione napoleonica dell'Italia, il Magistrato Consolare di Trento incaricò il capitano Giuseppe de Betta di portarsi con una compagnia di 120 bersaglieri tirolesi a Magasa e Cadria a presidio dei confini meridionale del Principato vescovile di Trento minacciati dallinvasione napoleonica[7].

### XIX secolo
- Nell'autunno del 1800, con la terza invasione francese guidata dal generale Macdonald lungo le valli e sui monti tra il lago di Garda e la valle del Chiese, il capitano Bernardino Dal Ponte[8], al comando di soli trenta schützen, riuscì a fermare un forte reparto francese di duecentocinquanta soldati costringendolo alla fuga[9].
- 1802. Le nove giurisdizioni patrimoniali trentine, compresa quella di Lodrone-Val Vestino, sono abolite.
- 1826 19 giugno. I Conti di Lodrone, dopo sei secoli d'incontrastato dominio, rinunciano definitivamente alla loro giurisdizione a favore della subentrata amministrazione austriaca pur conservando le libere proprietà, poi, alienate nel 1968.